# 행정명령 9102호
행정명령 9102호(영어: Executive Order 9102)는 미국 대통령의 행정명령으로, 제2차 세계 대전 중 일본계 미국인의 강제 이주 및 억류를 담당했던 미국 민간 기관인 전쟁 이주 관리국 (WRA)을 설립했다. 이 행정명령은 프랭클린 D. 루스벨트 대통령이 1942년 3월 18일에 서명했으며, 1946년 6월 30일에 공식적으로 만료되었다. 국장은 미국 대통령에게 직접 보고했다. 백악관 행정명령 9066호와 마찬가지로 루스벨트는 본문 어디에도 일본계 미국인을 특별히 언급하지 않고, 단지 "이주가 필요한 사람"이라고만 언급했다. 이와 대조적으로 존 L. 드윗 장군이 서명한 수많은 배제 명령은 제거 대상이 "일본계 혈통의 사람"이라고 명시했다.

## 지도부
이전에 미국 농무부 관리였던 밀턴 S. 아이젠하워가 WRA를 이끌도록 선택되었다. 아이젠하워는 1942년 6월 WRA 국장직에서 물러나 전쟁 정보국에서 엘머 데이비스의 부관으로 자리를 옮겼고,:183 그 자리에 딜런 S. 마이어가 임명되었다. 마이어는 아이젠하워에게 자리를 수락해야 할지 물었고, 마이어에 따르면 아이젠하워는 그에게 "딜런, 잠을 잘 수 있고 일을 계속할 수 있다면 내 대답은 예스이다. 나는 이 일을 하면서 잠을 잘 수 없다. 나는 그만둬야 했다"라고 조언했다.:184 
밀턴이 잠을 잘 수 없다고 말했을 때 그는 말 그대로 그랬는데, 그는 WRA의 전체 개념에 대해 매우 불편해 했기 때문입니다. 그는 자신이 직면한 상황이 가장 어렵다고 생각했습니다. 우리가 일본과 전쟁 중이었기 때문에 많은 미국 대중들이 일본인에 대해 반감을 가졌고, 많은 사람들이 일본계 미국인과 우리가 전쟁 중인 일본인을 구별하지 못했습니다. 동시에 서해안의 집결소에서 임시 재배치 센터로 사람들을 이동시키는 문제는 그의 신경을 매우 거슬리게 했고, 그는 거의 병이 들 지경이었습니다.
 — 딜런 S. 마이어, 1970년 헬렌 프라이어와의 인터뷰:184
마이어가 1942년 6월 17일 WRA 국장으로 임명될 무렵, 일본계 미국인 완전 이주 계획은 이미 발표되었다.:187 마이어는 임명 직후 "하와이 공격에서 나온 이주와 드윗 장군의 행동에 대한 이유의 대부분이 가짜였고, 이주를 정당화하는 데 사용된 많은 소문이 완전히 거짓으로 판명되었다"는 사실을 곧 알게 되었다고 회상했다.:185 마이어는 또한 "캘리포니아 법무장관이었지만 1942년 가을 주지사 후보를 고대하고 있었고 이주를 지지했던 얼 워런"과 "[[[칼 벤데첸]] 대령]은 드윗 장군에게 이주를 수행하라고 권고하는 데 주요 동기였다. 사실 이주 명령이 본토에서 발령된 후 그는 하와이에서 많은 사람들을 이주시키기 위해 몇 주 동안 노력했는데, 나는 그들의 서해안 이주를 정당화하기 위한 생각이었을 것이라고 확신한다"라고 말하면서 영향력 있는 인물들이 이주를 지지하고 있었다고 밝혔다.:186
9개월 이내에 WRA는 7개 주에 10개의 시설을 열었고, WLCA 시설에서 100,000명 이상의 사람들을 이송했으며 그 중 64%는 미국 시민이었다. 다음 19개월 동안 약 120,000명의 일본계 미국인들이 태평양 연안에서 제거되어 수용소에 수용되었다.

## 같이 보기
- 일본계 미국인의 강제수용
- 백악관 행정명령 9066호